# Straß im Straßertale
Straß im Straßertale è un comune austriaco di 1 646 abitanti nel distretto di Krems-Land, in Bassa Austria; ha lo status di comune mercato (Marktgemeinde). È stato istituito nel 1970 con la fusione dei comuni soppressi di Diendorf am Walde, Elsarn, Straß e Wiedendorf.